# Sovětský svaz na Letních olympijských hrách 1968
Sovětský svaz na Letních olympijských hrách 1968 v Mexiku reprezentovala výprava 312 sportovců, z toho 246 mužů a 66 žen v 18 sportech.

## Medailisté
| Medaile | Jméno | Sport                | Disciplína                                 |
| ------- | --- | -------------------- | ------------------------------------------ |
| Zlato   | Natalja Kučinská | Sportovní gymnastika | Ženy kladina                               |
| Zlato   | Larisa Petriková | Sportovní gymnastika | Ženy prostná                               |
| Zlato   | Michail Voronin | Sportovní gymnastika | Muži hrazda                                |
| Zlato   | Natalja Kučinská Zinaida Voroninová Larisa Petriková Olga Karasjovová Ljudmila Turiščevová Ljubov Burda | Sportovní gymnastika | Družstvo žen                               |
| Zlato   | Michail Voronin | Sportovní gymnastika | Muži přeskok                               |
| Zlato   | Vladimir Golubničij | Atletika             | Muži chůze 20 km                           |
| Zlato   | Jānis Lūsis | Atletika             | Muži hod oštěpem                           |
| Zlato   | Viktor Sanějev | Atletika             | Muži trojskok                              |
| Zlato   | Valerian Sokolov | Box                  | Muži váha bantamová do 54 kg               |
| Zlato   | Boris Lagutin | Box                  | Muži lehkotěžká váha do 71 kg              |
| Zlato   | Danas Pozniakas | Box                  | Muži váha polotěžká do 81 kg               |
| Zlato   | Ljudmila Chvedosjuková-Pinajevová | Kanoistika           | Ženy K-1 500 m                             |
| Zlato   | Alexandr Šarapenko Vladimir Morozov | Kanoistika           | Muži K-2 1000 m                            |
| Zlato   | Ivan Kizimov | Jezdectví            | Drezura - jednotlivci                      |
| Zlato   | Jelena Bělovová | Šerm                 | Ženy fleret                                |
| Zlato   | Alexandra Zabelinová Taťjana Samusenková Jelena Bělovová Galina Gorochovová Svetlana Čirkovová | Šerm                 | Družstvo žen fleret                        |
| Zlato   | Vladimir Nazlymov Viktor Siďak Eduard Vinokurov Mark Rakita Umar Mavlichanov | Šerm                 | Družstvo mužů šavle                        |
| Zlato   | Anatolij Sass Alexandr Timošinin | Veslování            | Muži dvojskif                              |
| Zlato   | Valentin Mankin | Jachting             | Muži třída Finn                            |
| Zlato   | Grigorij Kosych | Sportovní střelba    | Muži 50 m libovolná pistole                |
| Zlato   | Jevgenij Petrov | Sportovní střelba    | Muži skeet                                 |
| Zlato   | Eduard Sibirjakov Valerij Kravčenko Vladimir Beljajev Jevgenij Lapinskij Oleg Antropov Vasilijus Matuševas Viktor Michalčuk Jurij Pojarkov Boris Těreščuk Vladimir Ivanov Ivans Bugajenkovs Georgij Mondzolevskij                                         | Volejbal             | Turnaj mužů                                |
| Zlato   | Ljudmila Buldakovová Ljudmila Michajlovská Taťjana Vejnbergová Vera Lantratovová Vera Galušková-Dujunovová Taťjana Saryčevová Taťjana Poňajevová-Treťjakovová Nina Smolejevová Inna Ryskalová Galina Leonťjevová Roza Salichovová Valentina Vinogradovová | Volejbal             | Turnaj žen                                 |
| Zlato   | Leonid Žabotinskij | Vzpírání             | Muži těžká váha + 90 kg                    |
| Zlato   | Viktor Kurencov | Vzpírání             | Muži střední váha do 75 kg                 |
| Zlato   | Boris Selickij | Vzpírání             | Muži lehkotěžká váha do 82,5 kg            |
| Zlato   | Alexandr Medveď | Zápas                | muži, volný styl nad 97 kg                 |
| Zlato   | Boris Gurevič | Zápas                | muži, volný styl do 87 kg                  |
| Zlato   | Roman Rurua | Zápas                | muži, řecko-římský do 63 kg                |
| Stříbro | Dito Šanidze | Vzpírání             | Muži pérová váha do 60 kg                  |
| Stříbro | Michail Voronin | Sportovní gymnastika | Muži víceboj – jednotlivci                 |
| Stříbro | Zinaida Voroninová | Sportovní gymnastika | Ženy víceboj – jednotlivci                 |
| Stříbro | Michail Voronin | Sportovní gymnastika | Muži bradla                                |
| Stříbro | Michail Voronin | Sportovní gymnastika | Muži kruhy                                 |
| Stříbro | Michail Voronin Sergej Diomidov Viktor Lisickij Valerij Karasjov Viktor Klimenko Valerij Iljinych | Sportovní gymnastika | Družstvo mužů                              |
| Stříbro | Romuald Klim | Atletika             | Muži hod kladivem                          |
| Stříbro | Antonina Okorokovová | Atletika             | Ženy skok vysoký                           |
| Stříbro | Jonas Čepulis | Box                  | Muži váha těžká do 81 kg                   |
| Stříbro | Alexej Kiseljov | Box                  | Muži váha střední do 75 kg                 |
| Stříbro | Alexandr Šarapenko | Kanoistika           | Muži K-1 1000 m                            |
| Stříbro | Natalja Lobanovová | Skoky do vody        | Ženy věž 10 m                              |
| Stříbro | Tamara Pogoževová | Skoky do vody        | Ženy prkno 3 m                             |
| Stříbro | Jelena Petuškovová Ivan Kizimov Ivan Kalita | Jezdectví            | Drezura - družstvo                         |
| Stříbro | Grigorij Kriss | Šerm                 | Muži kord                                  |
| Stříbro | Grigorij Kriss Iosif Vitebskij Alexej Nikančikov Jurij Smoljakov Viktor Modzalevskij | Šerm                 | Družstvo mužů kord                         |
| Stříbro | German Svěšnikov Jurij Šarov Vasilij Stankovič Viktor Puťatin Jurij Sisikin | Šerm                 | Družstvo mužů fleret                       |
| Stříbro | Mark Rakita | Šerm                 | Muži šavle                                 |
| Stříbro | Stasis Šaparnis Boris Onišenko Pavel Ledňov | Moderní pětiboj      | Družstvo mužů                              |
| Stříbro | Valentin Korněv | Sportovní střelba    | Muži 300 m puška tři pozice                |
| Stříbro | Vladimir Kosinskij | Plavání              | Muži 100 m prsa                            |
| Stříbro | Šota Lomidze | Zápas                | Muži volný styl do 97 kg                   |
| Stříbro | Vladimir Bakulin | Zápas                | Muži řecko-římský do 52 kg                 |
| Stříbro | Valentin Olejnik | Zápas                | Muži řecko-římský do 87 kg                 |
| Stříbro | Nikolaj Jakovenko | Zápas                | Muži řecko-římský do 97 kg                 |
| Stříbro | Anatolij Roščin | Zápas                | Muži řecko-římský nad 97 kg                |
| Bronz   | Larisa Petriková | Sportovní gymnastika | Ženy kladina                               |
| Bronz   | Natalja Kučinská | Sportovní gymnastika | Ženy prostná                               |
| Bronz   | Natalja Kučinská | Sportovní gymnastika | Ženy víceboj – jednotlivci                 |
| Bronz   | Viktor Klimenko | Sportovní gymnastika | Muži bradla                                |
| Bronz   | Michail Voronin | Sportovní gymnastika | Muži kůň našíř                             |
| Bronz   | Zinaida Voroninová | Sportovní gymnastika | Ženy bradla                                |
| Bronz   | Sergej Diomidov | Sportovní gymnastika | Muži přeskok                               |
| Bronz   | Zinaida Voroninová | Sportovní gymnastika | Ženy přeskok                               |
| Bronz   | Mykola Smaha | Atletika             | Muži chůze 20 km                           |
| Bronz   | Natalja Pěčonkinová | Atletika             | Ženy běh na 400 m                          |
| Bronz   | Ljudmila Žarkovová Galina Bucharinová Vera Popkovová Ljudmila Samoťosovová | Atletika             | Ženy štafeta 4 × 100 m                     |
| Bronz   | Valentin Gavrilov | Atletika             | Muži skok do výšky                         |
| Bronz   | Valentina Kozyrová | Atletika             | Ženy skok vysoký                           |
| Bronz   | Taťjana Talyševová | Atletika             | Ženy skok daleký                           |
| Bronz   | Eduard Guščin | Atletika             | Muži vrh koulí                             |
| Bronz   | Naděžda Čižovová | Atletika             | Ženy vrh koulí                             |
| Bronz   | Anatolij Krikun Modestas Paulauskas Zurab Sakandelidze Vadim Kapranov Jurij Selichov Anatolij Polivoda Sergej Bělov Priit Tomson Sergej Kovalenko Gennadij Volnov Jaak Lipso Vladimir Andrejev                                                            | Basketbal            | Turnaj mužů                                |
| Bronz   | Vladimir Musalimov | Box                  | Muži váha lehká střední do 67 kg           |
| Bronz   | Vitalij Galkov | Kanoistika           | Muži C-1 1000 m                            |
| Bronz   | Naum Prokupets Michail Zamotin | Kanoistika           | Muži C-2 1000 m                            |
| Bronz   | Ljudmila Pinajevová Antonina Seredinová | Kanoistika           | Ženy K-2 500 m                             |
| Bronz   | Pavel Ledňov | Moderní pětiboj      | Muži jednotlivci                           |
| Bronz   | Zigmas Jukna Antanas Bagdonavičius Volodymyr Sterlyk Juozas Jagelavičius Alexandr Martyškin Vytautas Briedis Valentin Kravčuk Viktor Suslin Jurij Lorencson                                                                                               | Veslování            | Muži osmiveslice                           |
| Bronz   | Renart Sulejmanov | Sportovní střelba    | Muži 25 m rychlopalná pistole              |
| Bronz   | Vitalij Parchimovič | Sportovní střelba    | Muži 50 metrů libovolná malorážka 3×40 ran |
| Bronz   | Nikolaj Pankin | Plavání              | Muži 100 m prsa                            |
| Bronz   | Galina Prozumenščikovová | Plavání              | Ženy 200 m prsa                            |
| Bronz   | Jurij Gromak Vladimir Kosinskij Vladimir Němšilov Leonid Iljičov | Plavání              | Muži štafeta 4 × 100 m polohový závod      |
| Bronz   | Vladimir Bure Semjon Belic-Gejman Georgij Kulikov Leonid Iljičov | Plavání              | Muži štafeta 4 × 200 m volný způsob        |
| Bronz   | Ivan Kočergin | Zápas                | muži, řecko-římský do 57 kg                |